# نبرد جنوب هنان
نبرد هنان جنوبی (انگلیسی: Battle of South Henan) یکی از ۲۲ درگیری اصلی بین ارتش انقلابی ملی (NRA) و نیروی زمینی امپراتوری ژاپن (IJA) در طول جنگ دوم چین و ژاپن بود.